# میتلرایدنباخ
میتلرایدنباخ (به آلمانی: Mittelreidenbach) یک شهر در آلمان است که در بیرکنفلد واقع شده‌است. میتلرایدنباخ ۷۹۹ نفر جمعیت دارد.